# Cristian Jiménez
Cristian Ramón Jiménez Ducloux (Gustavo A. Madero, Ciudad de México, México, 18 de julio de 2002) es un futbolista mexicano. Juega de medio defensivo y su equipo actual es el Club de Fútbol Cruz Azul de la Primera División de México.

## Trayectoria

### Club de Fútbol Cruz Azul
Debutó profesionalmente con el Club de Fútbol Cruz Azul ingresando por Luis Romo durante la victoria de 2 por 0 de La Máquina sobre el Querétaro Fútbol Club en la novena jornada del Torneo Apertura 2021, partido celebrado el 19 de septiembre de 2021.

## Estadísticas
Actualizado al último partido disputado el 8 de mayo de 2025.
| Club               | Div.          | Temporada     | Liga  | Liga  | Copas | Copas | Internacional | Internacional | Total | Total |
| Club               | Div.          | Temporada     | Part. | Goles | Part. | Goles | Part.         | Goles         | Part. | Goles |
| ------------------ | ------------- | ------------- | ----- | ----- | ----- | ----- | ------------- | ------------- | ----- | ----- |
| Cruz Azul · México | 1.ª           | 2021-22       | 1     | 0     | -     | -     | 1             | 0             | 2     | 0     |
| Cruz Azul · México | 1.ª           | 2022-23       | 1     | 0     | -     | -     | -             | -             | 1     | 0     |
| Cruz Azul · México | 1.ª           | 2023-24       | 2     | 0     | -     | -     | -             | -             | 2     | 0     |
| Cruz Azul · México | 1.ª           | 2024-25       | 3     | 0     | -     | -     | 0             | 0             | 3     | 0     |
| Cruz Azul · México | 1.ª           | 2025-26       | 0     | 0     | -     | -     | 0             | 0             | 0     | 0     |
| Cruz Azul · México | Total club    | Total club    | 7     | 0     | 0     | 0     | 1             | 0             | 8     | 0     |
| Total carrera      | Total carrera | Total carrera | 7     | 0     | 0     | 0     | 1             | 0             | 8     | 0     |

## Palmarés

### Títulos nacionales
| Título               | Club            | País   | Año  |
| -------------------- | --------------- | ------ | ---- |
| Campeón de Campeones | C. F. Cruz Azul | México | 2021 |

### Títulos internacionales
| Título                           | Club                     | Sede             | Año  |
| -------------------------------- | ------------------------ | ---------------- | ---- |
| Liga de Campeones de la CONCACAF | Club de Fútbol Cruz Azul | Ciudad de México | 2025 |